# 伊斯庫山
10°36′52″S 76°42′26″W / 10.61444°S 76.70722°W
伊斯庫山（Isku），是秘魯的山峰，位於該國中南部利馬大區，由奧永省的奧永區負責管轄，屬於安地斯山脈的一部分，海拔高度5,000米。